# Janjanbureh (Distrikt)
Janjanbureh (Schreibvariante: Jajanburay) ist einer von 35 Distrikten – der zweithöchsten Ebene der Verwaltungsgliederung – im westafrikanischen Staat Gambia. Es ist einer von zehn Distrikten in der Central River Region.
Nach einer Berechnung von 2013 leben dort etwa 3998 Einwohner, das Ergebnis der letzten veröffentlichten Volkszählung von 2003 betrug 3466.

## Geographie
Der Distrikt umfasst die Flussinsel Janjanbureh mit dem Ort Janjanbureh.

## Bevölkerung
Nach einer Erhebung von 1993 (damalige Volkszählung) stellt die größte Bevölkerungsgruppe die der Mandinka mit einem Anteil von rund fünf Zehnteln, gefolgt von den Fula und den Jola. Die Verteilung im Detail: 49,7 % Mandinka, 25,8 % Fula, 4,6 % Wolof, 5,5 % Jola, 1,8 % Serahule, 1,2 % Serer, 0,5 % Aku, 3 % Manjago, 1,5 % Bambara und 6,4 % andere Ethnien.